# Kate O'Connor
Katherine O'Connor, detta Kate (Newry, 12 dicembre 2000), è una multiplista irlandese.

## Record nazionali
Seniores
- Eptathlon: 6244 pt. ( Ratingen, 23 giugno 2024)
- Pentathlon indoor: 4781 pt. ( Apeldoorn, 9 marzo 2025)

## Progressione

### Eptathlon
| Stagione | Misura  | Luogo      | Data      | Rank. Mond. |
| -------- | ------- | ---------- | --------- | ----------- |
| 2024     | 6244 p. | Ratingen   | 23-6-2024 |             |
| 2023     | 6145 p. | Budapest   | 20-8-2023 |             |
| 2022     | 6233 p. | Birmingham | 3-8-2022  |             |
| 2021     | 6297 p. | Lana       | 25-4-2021 |             |
| 2019     | 6093 p. | Borås      | 19-7-2019 |             |
| 2018     | 5695 p. | Gold Coast | 13-4-2018 |             |
| 2017     | 5759 p. | Grosseto   | 21-7-2017 |             |

### Pentathlon
| Stagione | Misura     | Luogo     | Data      | Rank. Mond. |
| -------- | ---------- | --------- | --------- | ----------- |
| 2025     | 4781 p.(i) | Apeldoorn | 9-3-2025  |             |
| 2023     | 4396 p.(i) | Aubière   | 29-1-2023 |             |
| 2020     | 4072 p.(i) | Sheffield | 5-1-2020  |             |
| 2019     | 4214 p.(i) | Cardiff   | 27-1-2019 |             |
| 2018     | 4150 p.(i) | Tallinn   | 3-22-2018 |             |

## Palmarès
| Anno                                     | Manifestazione               | Sede       | Evento     | Risultato | Prestazione | Note             |
| ---------------------------------------- | ---------------------------- | ---------- | ---------- | --------- | ----------- | ---------------- |
| In rappresentanza dell' Irlanda          |                              |            |            |           |             |                  |
| 2016                                     | Europei U18                  | Tbilisi    | Eptathlon  | 7ª        | 5559 p.     |                  |
| 2017                                     | Europei U23                  | Grosseto   | Eptathlon  | 8ª        | 5759 p.     |                  |
| 2019                                     | Europei U20                  | Borås      | Eptathlon  | Argento   | 6093 p.     |                  |
| 2021                                     | Europei U23                  | Tallinn    | Eptathlon  | Finale    | dnf         |                  |
| 2022                                     | Europei                      | Monaco     | Eptathlon  | Finale    | dns         | [ 1 ]            |
| 2023                                     | Europei indoor               | Istanbul   | Pentathlon | 9ª        | 4353 p.     | [ 2 ]            |
| 2023                                     | Mondiali                     | Budapest   | Eptathlon  | 13ª       | 6145 p.     | [ 3 ]            |
| 2024                                     | Olimpiade                    | Parigi     | Eptathlon  | 14ª       | 6167 p.     |                  |
| 2025                                     | Europei indoor               | Apeldoorn  | Pentathlon | Bronzo    | 4781 p.     | Record nazionale |
| 2025                                     | Mondiali indoor              | Nanchino   | Pentathlon | Argento   | 4742 p.     | [ 4 ]            |
| 2025                                     | Giochi mondiali universitari | Reno-Ruhr  | Eptathlon  | Oro       | 6487 p.     |                  |
| In rappresentanza dell' Irlanda del Nord |                              |            |            |           |             |                  |
| 2018                                     | Giochi del Commonwealth      | Gold Coast | Eptathlon  | 8ª        | 5695 p.     | [ 5 ]            |
| 2022                                     | Giochi del Commonwealth      | Birmingham | Eptathlon  | Argento   | 6233 p.     | [ 6 ]            |

## Campionati nazionali
- 3 volte campionessa nazionale irlandese del lancio del giavellotto (2015, 2016, 2017, 2018, 2020)

2020
- Oro ai campionati irlandesi assoluti (Dublino), Lancio del giavellotto - 49,24 m

2022
- Oro ai campionati irlandesi assoluti (Dublino), Lancio del giavellotto - 50,93 m

2024
- Oro ai campionati irlandesi assoluti (Dublino), Lancio del giavellotto - 48,73 m

## Altre competizioni internazionali
2017
- Bronzo alla Campionati europei di prove multiple, seconda divisione ( Monzón), Eptathlon - 5632 p.

2019
- 12ª ai Coppa Europa di lanci under 23, ( Šamorín), Lancio del giavellotto - 48,95 m
- 7ª ai Campionati europei a squadre, ( Sandnes), Lancio del giavellotto - 50,44 m